# Boris Wiktorowitsch Sawinkow

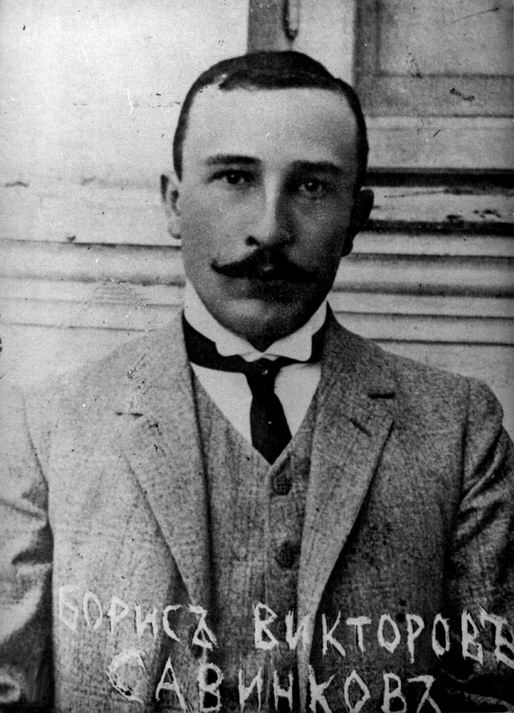
Boris Wiktorowitsch Sawinkow

Boris Wiktorowitsch Sawinkow (russisch Бори́с Ви́кторович Са́винков, wiss. Transliteration Boris Viktorovič Savinkov; * 19. Januarjul. / 31. Januar 1879greg. in Charkow, Russisches Kaiserreich; † 7. Mai 1925 in Moskau), war ein russischer Politiker, Terrorist und Autor. Als Sozialrevolutionär war er zunächst ein Gegner des zaristischen Staatswesens und wurde nach der Oktoberrevolution ein überzeugter Feind des Sowjetsystems. Als eines der maßgeblichen Mitglieder des bewaffneten Arms der Sozialrevolutionären Partei, der zunächst von Grigori Gerschuni und später von Jewno Asef geleitet wurde, war er an einer Vielzahl von Attentaten auf politische Gegner beteiligt.

## Leben
In seiner zum Zarenreich gehörenden Heimatstadt Warschau schloss sich der Sohn eines aus adliger Familie stammenden Rechtsanwalts als Jurastudent den Sozialrevolutionären an, die die Zarenherrschaft mit Gewalt stürzen wollten. Durch seine Beteiligung an der Ermordung des russischen Innenministers Wjatscheslaw von Plehwe im Jahre 1904 sowie an dem durch Iwan Kaljajew verübten Mordanschlag auf den Großfürsten Sergei Romanow im Jahre 1905 wurde er bekannt. Für diese Taten wurde er 1906 verhaftet und zum Tode verurteilt. Ihm gelang jedoch die Flucht aus einem Gefängnis in Odessa, wo er bis zur Vollstreckung der Strafe hätte einsitzen sollen. 
Der Todesstrafe entronnen, floh er ins Ausland, von 1909 an lebte er in Frankreich. Dort begann er, Romane vor dem Hintergrund seiner Erfahrungen in einer terroristischen Organisation zu schreiben, und wurde dadurch nicht nur in der russischen Emigration, sondern auch im Zarenreich weiten Kreisen bekannt. Erst nach der Februarrevolution und der Abdankung des Zaren kehrte er im April 1917 nach Russland zurück. Er wurde stellvertretender Kriegsminister in der Regierung Kerenskis. Er wurde jedoch bald sowohl aus der Regierung als auch aus der Sozialrevolutionären Partei ausgeschlossen, da er Verhandlungen mit dem reaktionären General Kornilow befürwortete, der im September 1917 einen militärischen Umsturz versucht hatte. Dennoch blieb er weiter in Russland und kämpfte nach dem Sieg der Bolschewiki in der Oktoberrevolution gegen die neuen Machthaber. 
Als Anführer einer „Gesellschaft zur Verteidigung des Mutterlands und der Freiheit“ genannten Gruppe organisierte Sawinkow während des russischen Bürgerkriegs mehrere bewaffnete Erhebungen gegen die Bolschewiki; so unter anderem in Jaroslawl, Rybinsk und Murom. Diese Aufstände konnten jedoch von der Roten Armee und Einheiten der Tscheka niedergeschlagen werden.
Daraufhin engagierte er sich in Omsk in der regionalen Regierung des Admirals Koltschak, einem Führer der Weißen Bewegung im Kampf gegen die Rote Armee. Anlässlich des Polnisch-Sowjetischen Krieges von 1919 bis 1921 begab er sich nach Polen. Dort gründete er eine politische Organisation, deren Ziel es war, sowjetische Kriegsgefangene gegen die Bolschewiki einzustimmen. Tatsächlich gelang die Aufstellung mehrerer aus vormaligen Kriegsgefangenen gebildeten Einheiten, die sich auf Seiten der Polen am Kampf beteiligten. Unterstützt wurde sein Kampf gegen die Bolschewiki von Winston Churchill, der als Staatssekretär im britischen Kriegsministerium Geheimdienstaktivitäten gegen das Moskauer Regime lenkte.

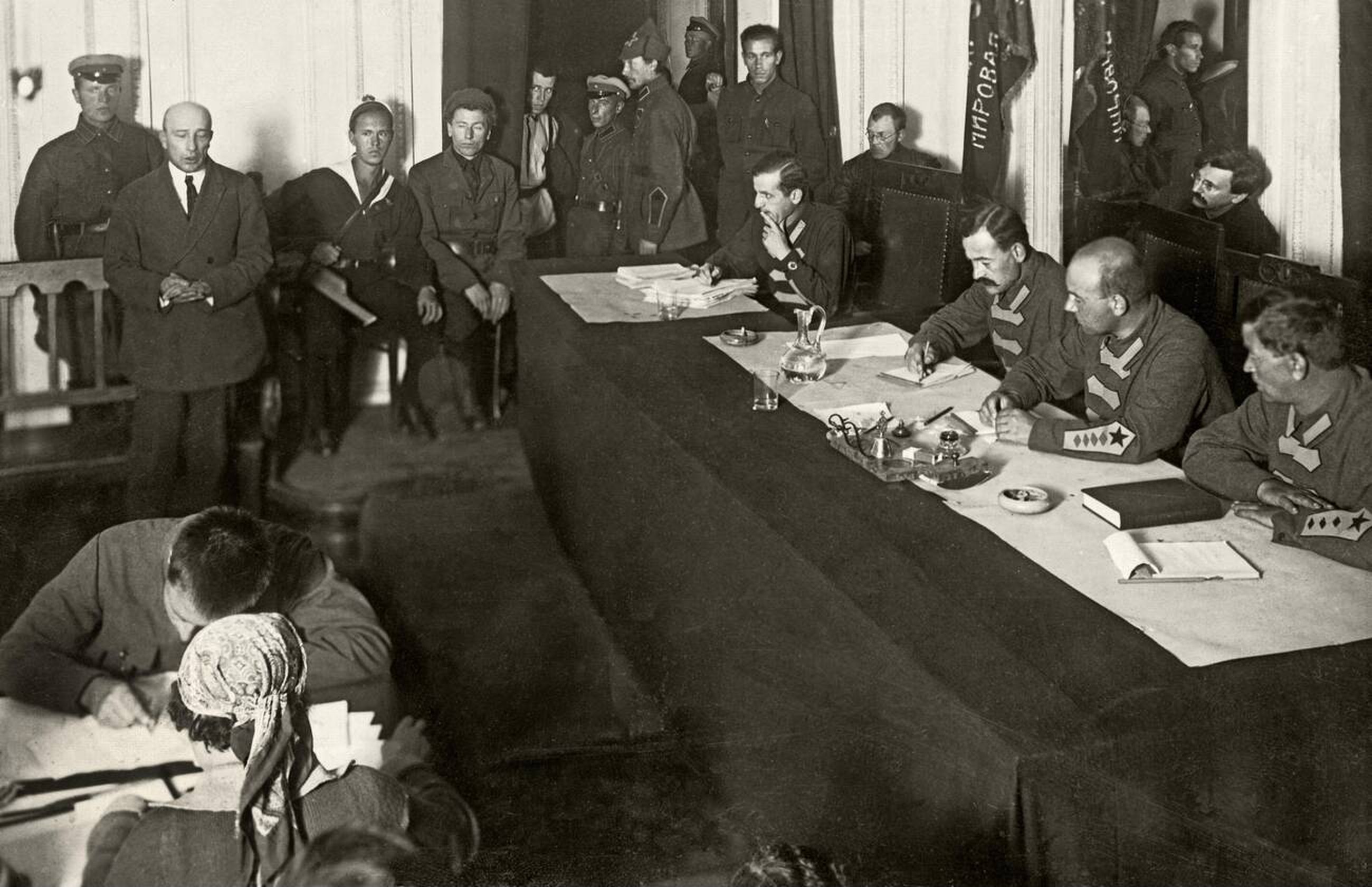
Boris Sawinkow (stehend, zweiter von links) während des gegen ihn gerichteten Prozesses in Moskau. (Zwischen dem 16. August und dem 29. August 1924)

1922 emigrierte er nach Paris. Sawinkow war zusammen mit dem abtrünnigen britischen Geheimagenten Sidney Reilly an einigen Verschwörungen gegen die Bolschewiki beteiligt. Dabei wurde er in einigen Fällen vom britischen Geheimdienst SIS unterstützt. Den Bolschewiki blieben diese Aktivitäten Sawinkows nicht verborgen. Der sowjetische Geheimdienst OGPU unternahm daher Anstrengungen, ihn unschädlich zu machen. 
Im August 1924 gelang es sowjetischen Agenten, Sawinkow unter Vorspiegelung der Möglichkeit eines konspirativen Treffens mit angeblichen antisowjetischen Verschwörern nach Sowjetrussland zu locken. Dort wurde er unverzüglich verhaftet und in ein Gefängnis nach Moskau gebracht. Historiker vertreten die Auffassung, dass er in der Haft gefoltert wurde; jedenfalls schrieb er ein Reuebekenntnis und gelobte darin auch, die Sowjetmacht anzuerkennen. Am 7. Mai 1925 stürzte Sawinkow aus einem Fenster im fünften Stock des Lubjanka-Gefängnisses in den Tod. Während er nach offizieller Darstellung Selbstmord beging, soll er nach anderen Quellen auf Geheiß Felix Dserschinskis ermordet worden sein. Nach seinem Tod publizierte Churchill einen langen Essay über Sawinkow, den er auch persönlich kennengelernt hatte.
Seine „Erinnerungen eines Terroristen“ wurden bis 1928 auch in der Sowjetunion gedruckt. Danach waren seine Werke bis zu Perestroika tabu, sie durften erst ab 1989 wieder erscheinen.

## Veröffentlichungen
Sawinkow hat als Autor mehrere Romane verfasst, von denen der autobiographische Roman Das fahle Pferd der bekannteste ist. Das Werk gibt Einblicke in die Gemütsverfassung eines Terroristen und dessen Beweggründe für die verübten Gewalttaten. Gefördert wurde er von dem Schriftstellerehepaar Sinaida Hippius und Dmitri Mereschkowski, die auch die Publikation des Romans besorgten, er erschien 1914 unter dem Pseudonym W. Ropschin. Im Jahre 2004 wurde dieser Roman von Karen Schachnasarow unter dem Titel Der Reiter namens Tod verfilmt. Am meisten verbreitet dürfte die von ihm unter dem Titel Erinnerungen eines Terroristen veröffentlichte Beschreibung seiner Terroraktionen sein.

## Film und Fernsehen
- Der Fall Boris Sawinkow (Krach/Крах, UdSSR 1969, 2 Teile, Regie: Wladimir Alexandrowitsch Tschebotarjow)

## Übersetzungen
- Das fahle Pferd. Roman eines Terroristen. Übersetzung Alexander Nitzberg. Galiani Verlag, Berlin 2015, ISBN 978-3-86971-114-0. 
  - darin: Alexander Nitzberg: Boris Sawinkow: die Fleisch gewordene Vision Dostojewskis, S. 235–269
  - darin: Jörg Baberowski: Das Handwerk des Tötens. Boris Sawinkow und der russische Terrorismus, S. 205–232
- Erinnerungen eines Terroristen. Übers. Arkadi Maslow. Revidiert und ergänzt von Barbara Conrad. Mit einem Vor- und Nachbericht von Hans Magnus Enzensberger. Franz Greno, Nördlingen 1985, Reihe: Die Andere Bibliothek (ohne ISBN). Neuauflage: Bahoe Books, Wien 2017, ISBN 978-3-903022-42-3
- Das schwarze Pferd. Roman aus dem russischen Bürgerkrieg. Übersetzung Alexander Nitzberg. Galiani Verlag, Berlin 2017